# See You Later, Alligator
«See You Later, Alligator» es una canción icónica del Rock and Roll de los años 50, escrita y grabada por el cantante y compositor Bobby Charles. El tema se convirtió en un éxito en Estados Unidos de la mano del grupo Bill Haley and His Comets en 1956.

## Historia
Originalmente titulada "Later, Alligator", la canción está basada en un blues de doce compases, y fue compuesta por el compositor Robert Charles Guidry quien también la grabó por primera vez, bajo el nombre artístico de "Bobby Charles" en noviembre de 1955 para el sello Chess Records con el título de "Later, Alligator". Guidry, un músico cajún, adoptó influencias del delta blues de Nueva Orleans para esta primera grabación.  La melodía de la canción, se tomó prestada del tema "Later for You, Baby" del guitarrista Guitar Slim.
La canción fue también grabada por Roy Hall, quien tres semanas después de haber compuesto y grabado el tema "Whole Lotta Shakin' Goin' On" en Nashville.

## Versión de Bill Haley
La versión más exitosa y conocida de la canción, fue grabada en diciembre de 1955 por Bill Haley & His Comets para Decca Records. A diferencia de muchas de las grabaciones de Haley para Decca, que fueron realizadas en los estudios Pythian Temple de Nueva York, "Alligator" y su cara B, "The Paper Boy (On Main Street U.S.A.)", fueron grabados en el Decca Building. El tema fue estrenado en la película musical Rock Around the Clock, que Haley and the Comets comenzaron a rodar en enero de 1956. Decca Records publicó el tema el 1 de febrero de 1956 y formato 45 y 78 rpm. En las listas Billboard, debutó el 14 de enero de 1956 en el puesto 25 de los discos más vendidos y en el número 25 del top 100. El sencillo alcanzó el número 6 del Billboard Hot 100 en 1956.

## Versión en español
El grupo infantil español Parchís realizó una versión para la película Las Locuras de Parchís titulada "Hasta luego cocodrilo". El tema fue publicado por el sello Belter en el álbum Las Locuras de Parchís de 1982.

## Otras versiones
En Broadway, "See You Later Alligator" fue interpretada por Robert Britton Lyons, representando a Carl Perkins, en el musical Million Dollar Quartet, estrenado en Nueva York en abril de 2010.
Dr. Feelgood, Freddie and the Dreamers, Sha Na Na, Mud, The Shakers, Orion, Millie Small, James Last, Col Joye & The Joy Boys, Rood Adeo & Nighthawks at the Diner, Rock House, Horst Jankowski y Johnny Earle también grabaron la canción.

En 1967, Bob Dylan y The Band grabaron una parodia de la canción bajo el título de "See You Later, Allen Ginsberg," que fue publicado en el recopilatorio The Bootleg Series Vol. 11: The Basement Tapes Complete en noviembre de 2014.